# Heiderscheid
Ne doit pas être confondu avec Heinerscheid.
Heiderscheid (luxembourgeois : Heischent) est une section de la commune luxembourgeoise d’Esch-sur-Sûre située dans le canton de Wiltz.

## Histoire

### Fusion de communes
Heiderscheid était une commune jusqu’à sa fusion avec les communes d’Esch-sur-Sûre et Neunhausen, le 1er janvier 2012 pour former la nouvelle commune d’Esch-sur-Sûre. Elle comprenait les sections de Dirbach, Eschdorf (chef-lieu), Heiderscheid, Heiderscheidergrund, Merscheid, Ringel et Tadler.

## Politique et administration

### Liste des bourgmestres
| Identité                                  | Période           | Période                                        | Durée                       | Étiquette |
| Identité                                  | Début             | Fin                                            | Durée                       | Étiquette |
| ----------------------------------------- | ----------------- | ---------------------------------------------- | --------------------------- | --------- |
| Michel-Mathias Kesseler (d) (1846 - 1918) | 1881              | 8 août 1918 (mort en cours de mandat)          | 37 ans                      |           |
| Q105887394                                | 1918              | 1945                                           | 27 ans                      |           |
| Mathias Kesseler (d) (1906 - 1958)        | 1945              | 1958                                           | 13 ans                      |           |
| Joseph Theis (d) (1916 - 2001)            | 22 septembre 1958 | 31 décembre 1981                               | 23 ans, 3 mois et 9 jours   |           |
| Émile Braas (d) (né en 1940)              | 1er janvier 1982  | 31 décembre 1993                               | 11 ans, 11 mois et 30 jours |           |
| Marco Schank (né en 1954)                 | 1er janvier 1994  | 22 juillet 2009                                | 15 ans, 6 mois et 21 jours  |           |
| Robert Everling (d) (né en 1949)          | 7 août 2009       | 31 décembre 2011 (entité qui n'existe plus (d) | 2 ans, 4 mois et 24 jours   |           |